# توم جونز (لاعب كرة قاعدة)
توم جونز (بالإنجليزية: Tom Jones)‏ هو لاعب كرة قاعدة أمريكي، ولد في 22 يناير 1877 في هونيسدال في الولايات المتحدة، وتوفي في 19 يونيو 1923 في دانفيل في الولايات المتحدة.

## وصلات خارجية
- توم جونز على موقعبيزبول رفرنس.كوم (الدوري الرئيسي) (الإنجليزية)
- توم جونز على موقعبيزبول رفرنس.كوم (الدوري الثانوي) (الإنجليزية)